# Satyrus merlina
Satyrus merlina är en fjärilsart som beskrevs av Charles Oberthür 1890. Satyrus merlina ingår i släktet Satyrus och familjen praktfjärilar. Inga underarter finns listade.